# قره‌زاغ
قره‌زاغ، روستایی از توابع دهستان هولاسو بخش مرکزی شهرستان شاهین‌دژ در استان آذربایجان غربی ایران است.

## جمعیت
این روستا در دهستان آغاجاری قرار دارد و براساس سرشماری مرکز آمار ایران در سال ۱۳۸۵، جمعیت آن ۱۸۴ نفر (۴۲ خانوار) بوده‌است.